# Pustakovec
Pustakovec es una localidad de Croacia en el municipio de Gornja Rijeka, condado de Koprivnica-Križevci.

## Geografía
Se encuentra a una altitud de {{{altitud}}} m s. n. m. a 114 km de la capital nacional, Zagreb.

## Demografía
En el censo 2011, el total de población de la localidad fue de 123 habitantes.
| Gráfica de población de Pustakovec 1857-2011                        |
|                                                                     |
| Según los censos de población de la oficina estadística de Croacia. |